# Esther M. García
Esther Monserrat García García (Ciudad Juárez, Chihuahua, 1987), conocida profesionalmente en el ámbito literario como Esther M. García, es una poeta y escritora mexicana. Miembro del Sistema Nacional de Creadores de Arte en México (SNCA) desde 2022. Estudió la Licenciatura en Letras Españolas en la Universidad Autónoma de Coahuila.
Actualmente radica en Saltillo, Coahuila. Su carrera literaria comenzó a los 17 años y ha ganado diversos premios y reconocimientos a nivel nacional, e internacional. Es creadora del proyecto titulado Mapa de Escritoras Mexicanas Contemporáneas.
Dos de sus obras poéticas, Bitácora de mujeres extrañas y Mamá es un animal negro que va de largo por las alcobas blancas, han sido consideradas por especialistas literarios como libros fundamentales para entender la lírica contemporánea en México, así como la gran violencia de género que se vive en el país. En su obra Dead Woman's City publicado en el año 2020, se toca el tema del feminicidio y de los asesinatos y desapariciones de mujeres ocurridos en Ciudad Juárez.

Este libro fue creado bajo la beca del Fondo Nacional Para la Cultura y las Artes (FONCA JC), siendo publicado por la editorial estadounidense FlowerSong Press y del cual Xánath Caraza (catedrática en la Universidad de Missouri-Kansas City y Writer in Residence de Westchester Community College, Nueva York) comentó: 
Las páginas de Dead Woman's City donde Esther García plasma el doloroso ritmo de la vida son la entrada al abismo. Su maestría para encadenar palabras hace que bailen a la vista del lector en este libro de poemas-denuncia que marcan el sabor de la lectura.
Adriana Pacheco, investigadora afiliada a LLILAS, en la Universidad de Texas, Austin, y fundadora del podcast y enciclopedia hispanoamericana Hablemos Escritoras, ha mencionado sobre la obra de García:
Con una voz potente Esther M. García ha incursionado en las letras con su poesía, cuentos, y novelas, en donde pone en evidencias distintos matices de temas como la violencia doméstica, la maternidad, la marginación, y las relaciones de poder que tradicionalmente se han dado en una sociedad hegemónica y falocéntrica. Convencida de que la literatura es un algo rizómatico que le permite explorar desde distintos ángulos y desconstruir visiones anquilosadas de la realidad. Ha complementado su trabajo con inspiración proveniente de la literatura española y del arte feminista. En su investigación sobre la tradición misógina, observa cómo históricamente la mujer ha sido comparada con animales para tratar de demostrar una supuesta inferioridad. Esto la ha llevado a utilizar a los animales, creando su propia mitología, para revertir dicho discurso y mostrar distintas dinámicas que se dan en la división por género en donde el cuerpo de la mujer es central.
La escritura de García se muestra, según sus tutores del FONCA JC Gabriela Aguirre, Margarito Cuéllar y Dalí Corona, como "un arma y como tal posee la facultad de hacernos daño. Sin embargo, es también una manera de poner el dedo en la llaga que, mientras nos señala lo que duele, nos dice que nombrarlo es otra forma de sanar. No hay contradicción. Enunciar la maquinaria que lastima, el daño que nos ha hecho, la crudeza de la llaga, es hacer del lector una presencia que comparte –por contagio de la palabra– la violencia de una escritura directa y conmovedora".
Su trabajo literario ha expuesto la violencia de género que durante mucho tiempo fue silenciada por tratarse, según varios autores y exponentes de la literatura mexicana del siglo XX y principios del XXI,  de un tema menor y, con la cuarta ola del feminismo y el cambio de los parámetros literarios, así como una apertura en el canon mexicano de la literatura. Los temas como la maternidad, el aborto, el incesto, las relaciones filiales y su violencia, han sido los temas fundamentales en varios de sus cuentos, novelas y libros, considerada por ello una de las grandes autoras feministas mexicanas del siglo XXI.
En 2023 la escritora fue la ganadora de dos premios en poesía y cuento, respectivamente. El Premio Internacional de Poesía Ana María Iza 2023, en Ecuador,  por el libro "El jinete y la fusta". Con este galardón recibe, por primera vez, un reconocimiento oficial fuera del país, uno que no solo pone en alto su obra, sino que le da plataforma a los temas y las denuncias que plasma en su trabajo.

Si bien su poesía ya había traspasado fronteras –e idiomas– en el pasado, al ser considerada como una de las voces más poderosas de la literatura contemporánea de México, la autora en entrevista detalla la creación de este libro:
“Este libro es poesía testimonial y documental, parte de un evento que ocurrió en mi vida en 2017 y a partir de ese evento, que fue una tentativa de feminicidio, yo empecé a trabajar en ello, porque siempre llevo muy en mente algo que decía Jorge Luis Borges, que todo es material para el artista, todas las vicisitudes tienen que transformarse en algo y ver dentro de lo negro la luz” 
Sobre el libro, y su importancia en la literatura latinoamericana al recibir este galardón, se mencionó en el acta de jurados: “Se trata de un poema de largo aliento que mantiene su tensión y belleza de principio a fin, con un planteo estético tanto original como pertinente sobre un tema sensible y crucial para nuestra sociedad como es el feminicidio. El texto, planteado como testimonio de época, es un poema vivo —lleno de vida— sobre una experiencia de impactante cercanía con la muerte”, indican los organizadores.
“La metáfora de la yegua, permite construir un encadenamiento narrativo que mantiene la tensión en todo el texto. Mediante un lenguaje exquisito, evita los lugares comunes y el efectismo. A pesar de ciertos cambios de registro, el libro no pierde unidad, por el contrario, gana dinamismo y vitalidad” agregaron.
Una semana después de haber sido notificada de este galardón, García fue una de las ganadoras del 3er Premio Iberoamericano de Cuento Ventosa-Arrufat y Fundación Elena Poniatowska Amor A.C. con el cuento titulado "El oficio de arder".
Esta narrativa parte de registros históricos sobre procesos llevados a cabo por la Santa Inquisición en el norte de México que se funde con un toque de lo sobrenatural. El jurado del certamen estuvo integrado por Javier Aranda Luna, Laura García Arroyo, Giselle Escalante Castillo, Basilio Rodríguez Cañada y Enrique Nanti.

## Mapa de Escritoras Mexicanas Contemporáneas
Como parte de su trabajo literario, y ante el auge del machismo en el medio literario, es que la escritora creó el proyecto Mapa de Escritoras Mexicanas, una plataforma dedicada a la gestión cultural para difundir a las autoras existentes en México que, al menos, tengan un libro propio publicado, entre otros lineamientos. Lo que nació como un llamado a través de redes sociales, se ha convertido en la principal base de datos digital que compila información sobre escritoras mexicanas, una herramienta que ha sido útil para jóvenes estudiantes, incluso para nuevos proyectos en donde las mujeres escritoras son el principal eje.

García ve la relación del mapa con el cuerpo femenino como un espacio de poder en donde, por siglos, la voz de los hombres se han hecho escuchar y cartografiar pero no la voz de las mujeres; con respecto a ello, la escritora chihuahuense ha mencionado: 
"Cuando hablamos de territorio hablamos de cuerpo y ¿qué más se puede hablar de cuerpo que el cuerpo de la mujer? Siempre ha sido el territorio en guerra de manera política, social, económica y cultural"
Otra de las causas de la creación de este proyecto ha sido que la autora considera que cuando se habla de buena literatura directamente se asocia con el centro de México, y se omiten otras regiones como el Norte, el Bajío o el Sur del país. Desde su perspectiva, esto es por ejercicios de poder vertical que se han mantenido a lo largo del tiempo y que generaron etiquetas sobre lo que es mejor y peor.  La autora en entrevista ha dicho: “Quisiera terminar esa hegemonía de qué es lo bueno y lo malo. En realidad depende de quién lo esté enunciando, desde dónde, cómo y por qué“, según lo analiza la poeta mexicana, que con su Mapa de Escritoras Mexicanas Contemporáneas aporta al conocimiento de las autoras y la pluralidad de sus orígenes.
Así mismo, la autora inspirándose en Ivonne Ramírez y su mapa Ellas tienen Nombre (de los feminicidios en Ciudad Juárez); así como el de María Salguero (Mapa de feminicidios en México), decidió iniciar este proyecto que visibilizara la diversidad de escritoras mexicanas.
Debido al impacto que tiene este proyecto, se ha convertido en una plataforma de mapeo y gestión cultural, así como un referente nacional e internacional sobre la visibilización de artistas mexicanas y por este trabajo, la autora mexicana, fue nominada en la categoría Rising Star de los Globant Awards, Women that Build 4th Edition de la empresa de ingeniería de software y tecnología de la información, originaria de Argentina con sede en Luxemburgo, Globant.

## Obra
Es autora de diversos libros de poesía, cuento y novela juvenil. Entre sus títulos están:
- La Doncella Negra (La Regia Cartonera, 2010)
- Sicarii (El Quirófano Ediciones, 2013, Ecuador), (IMCS, 2014).[26]
- La Demoiselle Noire (Babel Cartonera, 2013), (Kodama Cartonera, 2015)[27]
- Bitácora de mujeres extrañas (FETA/CONACULTA, 2014).[28]
- Mamá es un animal negro que va de largo por las alcobas blancas (UAEMEX,2017).[29]
- Las tijeras de Átropos (Editorial UA de C, 2011).[30]
- La piel del animal acorralado: Antología personal (Gobierno del Estado de Coahuila de Zaragoza/ Secretaría de Cultura de Coahuila, 2014).[31]
- Confesiones de una Booktuber (Norma, 2018).[32]
- Dead Woman's City (Ediciones Bison, 2019).[33]
- Arco de histeria, el libro negro (Ediciones CONARTE, 2020)[34]
- El dios delirante (Edición de autora, publicado en Amazon 2023)[35]

## Premios y reconocimientos
Ha recibido los siguientes reconocimientos literarios: 
- Premio Nacional de Cuento Criaturas de la Noche 2008[36]
- Premio Estatal de Cuento Zócalo 2012
- Premio Municipal de la Juventud 2012, en el área de cultura
- Premio Nacional de Poesía Joven Francisco Cervantes Vidal 2014[37]
- Premio Internacional de Poesía Gilberto Owen Estrada 2017[38]
- Premio Estatal Cambiemos el cuento 2018
- Premio Nacional de Literatura Joven Fenal-Norma 2018[39]
- Premio Nacional de Poesía Carmen Alardín 2020[40]
- Premio Internacional de Poesía Ana María Iza 2023[41]
- Premio Iberoamericano de Cuento Ventosa-Arrufat y Fundación Elena Poniatowska Amor A.C 2023[42]

## Becas artísticas
Ha obtenido las siguientes becas artísticas en el rubro literario en México:
- Programa de Estímulo a la Creación y al Desarrollo Artístico (PECDA) 2014[43]
- Fondo Nacional para la Cultura y las Artes Jóvenes Creadores (FONCA JC) 2016[44]
- Programa de Estímulo a la Creación y al Desarrollo Artístico (PECDA) 2018[45]
- Fondo Nacional para la Cultura y las Artes Jóvenes Creadores (FONCA JC) 2020[46]
- Sistema Nacional de Creadores de Arte en México (SNCA) 2022[47]

## Controversias

### 2017
La autora sufrió un intento de feminicidio a manos de su exesposo, Pedro Alberto Silva Campos, en junio del 2017, hecho que quedó denunciado por medio de una trasmisión live de Facebook. Los hechos fueron narrados a la poeta española Luna Miguel quien expuso la trayectoria del caso en Playground. Así mismo, colectivos feministas, escritores y poetas pidieron indagar en el caso hasta sus últimas consecuencias.
Los hechos suscitaron que el organismo Paro Internacional de Mujeres lanzara a través de la plataforma Change.org una petición para exigir justicia para la poeta y escritora. En el comunicado se detalla: "La comunidad de escritoras y feministas en México mostramos nuestro apoyo hacia la compañera Esther M. García, poeta, escritora y periodista, Premio Nacional de Poesía Joven Francisco Cervantes Vidal, 2014;  y Premio Internacional de Poesía Gilberto Owen Estrada, 2017; agredida física y psicológicamente por su ex pareja, Pedro Alberto Silva Campos, y amenazada de muerte tras hacer pública su denuncia".
Bajo el hashtag #NoEstásSolaEsther #AlbertoSilvaAgresor Diversos internautas dieron su apoyo a la causa, volviéndose viral por redes sociales.
El Centro de Justicia y Empoderamiento para las Mujeres (CJEM) de la Región Sureste, atendió a la escritora. Kathy Salinas, Directora del CJEM,  mencionó que su caso es seguido en el área penal del Ministerio Público, que ha abierto una carpeta de investigación para proceder legalmente en contra de Silva Campos.

### 2019
A finales de marzo de 2019 se dio a conocer a través de redes sociales y páginas web, a los ganadores del X Certamen Internacional de Literatura Sor Juana Inés de la Cruz, convocado por el Fondo Editorial del Estado de México. En la categoría de poesía sale premiada la obra "La destrucción del Padre" con seudónimo Nadie, misma que ya había sido seleccionada por la Secretaría de Cultura de Coahuila en el certamen Canto Rodado 2018, específicamente en el mes de agosto. Esa premiación consta de la publicación de los ejemplares. Cabe recalcar que la publicación de la obra no se efectuó. El escándalo fue tal que la institución convocante ante la presión mediática decidió retirarle el premio: "El editor en jefe de dicho organismo lamentó que García no respetara las reglas de la convocatoria y aseguró que “esta situación no va a perjudicar a la literatura nacional ni a la poesía como género; se trata de un error personal y cada quien carga con sus errores y con sus consecuencias”.
Así mismo, el jurado conformado por  David Huerta, Bernardo Ruiz y José María Espinasa, reconocieron la gran calidad poética de la autora. "En entrevista para Notimex Bernardo Ruiz no tuvo empacho, sin embargo, en reconocer la calidad de la poética de la concursante. “Su trabajo me deslumbró. Es un texto inteligente y bien estructurado. Presenta una visión del arte a lo largo del tiempo en torno al padre tiempo, y la figura de Cronos devorando a sus hijos. Un trabajo bello”.
Sin embargo, la poeta explicó su error al periodista de Milenio, Porfirio Hernández, quién mencionó en su columna que "La autora da la cara y se explica; quizás debió hacerlo cuando se registró en el concurso mexiquense… mas todo eso es a toro pasado. La anécdota deja en claro que cualquiera puede cometer un error, pero asumir sus consecuencias puede no ser tolerable para muchos. Sí lo fue para Esther Monserrat García García, quien, por cierto, ganó el Premio Internacional de Poesía “Gilberto Owen Estrada” 2016-2017, que organiza la Universidad Autónoma del Estado de México, por su libro “Mamá es un animal negro que va de largo por las alcobas blancas”, un poemario que vale la pena leer"
Félix Suárez, editor en jefe del Consejo Editorial de la Administración Pública Estatal del Gobierno del Estado de México, mencionó que, a pesar de la descalificación de la autora como ganadora del certamen internacional, la autora, por ser joven, “tiene una vida y una carrera muy prometedora por delante, debido a la calidad de su trabajo literario”.
La controversia llegó hasta España en donde el autor Carlos Rubio Rosell publicó para la revista web literaria, Zenda Libros, del autor Arturo Pérez Reverte, sobre la controversia por La destrucción del padre: "No cabe duda de que la escritora norteña Esther Montserrat García (Ciudad Juárez, 1987) es una de las voces más interesantes y poderosas de la novísima literatura mexicana [...] que debería recordar que quien todo lo quiere, todo lo pierde. O como decía William Shakespeare, quien con alas de oro se eleva demasiado cerca del sol las funde.